# Автономна область Комі (Зирян)
64°24′ пн. ш. 54°48′ сх. д. / 64.4° пн. ш. 54.8° сх. д.
Комі-(Зирян) автономна область — адміністративно-територіальна одиниця на північному заході РРФСР у 1921–1936.

## Історія
У серпні 1921 зі східних частин Архангельської і Північно-Двинської губерній РРФСР була утворена автономна область Комі (зирян). Її адміністративним центром став Усть-Сисольськ. До складу області увійшли Усть-Сисольський повіт повністю, 21 волость із комі населенням Яренського повіту, Іжмо-Печорський повіт (більша частина Печорського повіту). Дещо пізніше, в 1923 до складу області були передані Верхньопечорської (Троїцько-Печорська, Савіноборська, Щугорська) волості Чердинського повіту Пермської губернії, а у 1929 до складу Комі області увійшли Слудська волость і Усть-Цильма.
У 1922 область розділена на 4 повіти: Іжмо-Печорський повіт, Усть-Вимський повіт, Усть-Куломський повіт, Усть-Сисольський повіт. У 1926 році Усть-Сисольский повіт було перейменовано у Сисольський.
Постановою Президії ВЦВК «Про утворення на території РРФСР адміністративно-територіальних об'єднань крайового і обласного значення» від 14 січня 1929 з 1 жовтня 1929 утворений Північний край, до якого увійшла і автономна область Комі. У липні того ж року крайня північна частина області перейшла до складу Ненецького національного округу Північного краю. 26 березня 1930 року Усть-Сисольськ було перейменовано у Сиктивкар.
До 1 жовтня 1931 існувало 4 райони:
- Іжмо-Печорський район (Іжемський)
- Прилузький район (Лузький)
- Сторожевський район
- Сисольский район (Візингський)

У березні 1932 в автономній Комі (Зирян) області Північного краю було утворено Усинський район з центром у селі Усть-Уса.
У 1936 в північній частині області утворений Печорський округ, ліквідований через п'ять років. 5 грудня 1936 за новою Конституцією СРСР АО Комі (Зирян) була перетворена в Комі АРСР, яка вийшла зі складу Північного краю і перейшла у безпосереднє підпорядкування РРФСР.